# Codro

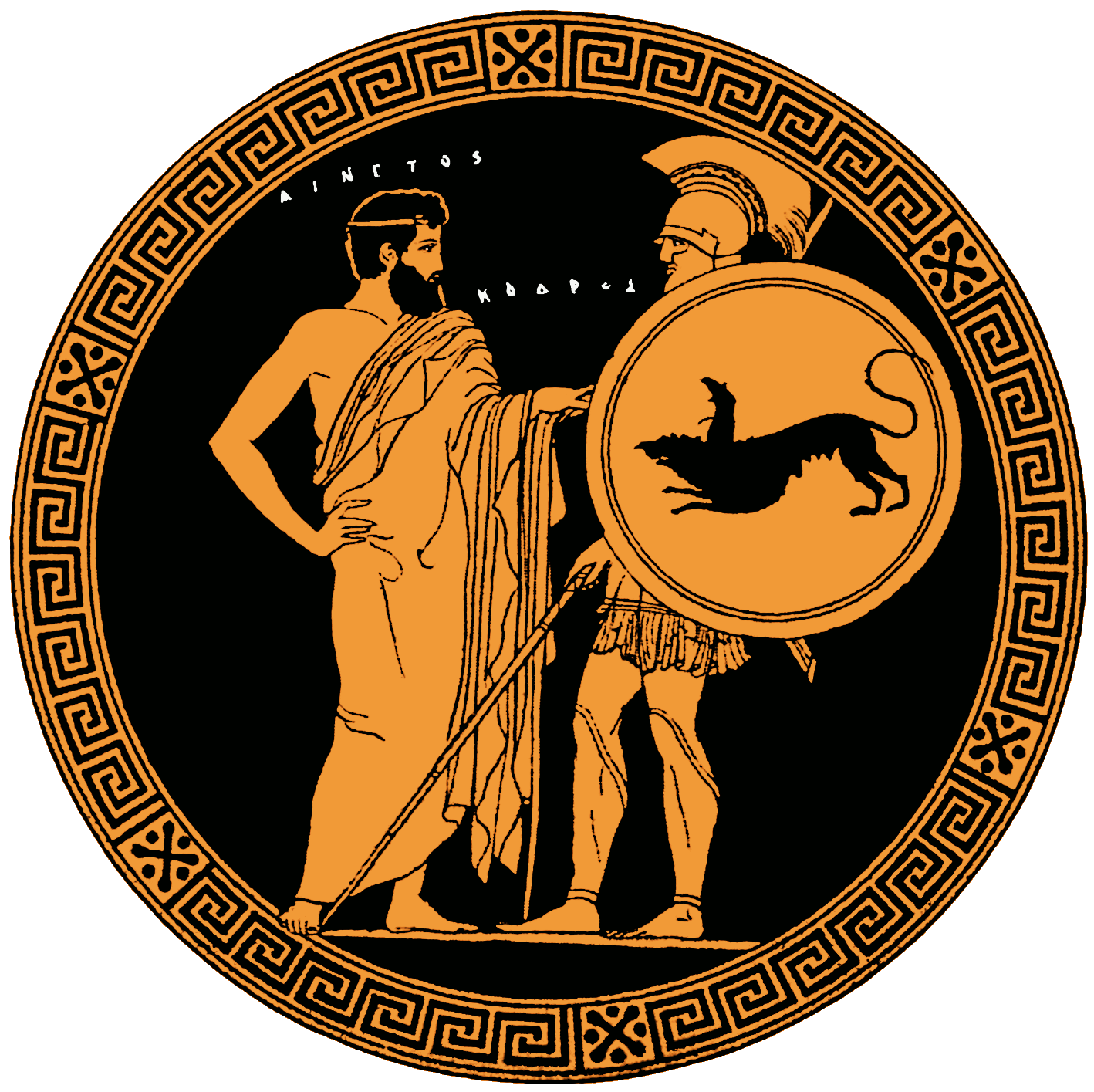
"Codro, o último rei de Atenas".

Codro (em latim: Codrus), na mitologia grega, foi o último rei de Atenas, filho de Melanto, ele reinou por 21 (vinte e um) anos, de 1090 a 1069 a.C.

## Origens
Segundo Pausânias, quando os heráclitas tomaram o Peloponeso,  Melanto, junto com outros exilados, foi para Atenas, e lá derrubou Timetes, tornando-se rei. De acordo com o texto bizantino Suda, houve um conflito de fronteiras entre Atenas e a Beócia. Xanto desafiou Timetes para um duelo, que não aceitou; mas Melanto aceitou lutar por Atenas. Melanto usou de um truque sujo, e matou Xanto.
O sucessor de Melanto foi seu filho Codro, o último rei de Atenas.

## Morte
Durante seu reinado os jônios foram expulsos da Acaia (1085 a.C.) e se refugiaram em Atenas. Ele reinou durante as invasões dóricas, e sacrificou-se para salvar Atenas: o Oráculo de Delfos havia previsto que os heráclidas conquistariam Atenas se seu rei não fosse morto, então ele se disfarçou, provocou os invasores e foi morto por eles. Atenas aboliu o título de rei e passou a ser governada por arcontes, sendo o primeiro Medonte, filho de Codro.
Em Atenas, até a morte de Codro, havia dois magistrados importantes: o basileu (rei) e o polemarco, o comandante das forças militares. Com Medonte, foi introduzido o cargo de arconte, inicialmente vitalício, mas depois passou para o período de dez anos; alguns historiadores, porém, consideram que o cargo de arconte foi instituído com Acasto, filho de Medonte.

## Filhos
Os dois filhos mais velhos de Codro, Medonte e Neleu, disputaram o governo, porque Neleu se recusava a ser governado pelo irmão, que era coxo; eles levaram a disputa ao Oráculo de Delfos, que entregou Atenas a Medonte. Neleu, com os outros filhos de Codro, emigraram, com um grupo de atenienses, mas cuja maioria era de jônios, junto com alguns tebanos sob o comando de Filotas, descendente de Peneleu, e alguns mínios de Orcómeno, que eram aparentados aos filhos de Codro, alguns fócios (exceto os de Delfos) e abântidas da Eubeia. Os navios para os fócios foram fornecidos por Filógenes e Damão, atenienses e filhos de Euctemão, e líderes da expedição.
Chegando à Ásia, eles se dividiram e atacaram várias cidades da costa:
- Mileto: Neleu e os jônios capturaram Mileto,[14] cidade que era habitada por cários e cretenses,[15] mataram todos os homens e se casaram com as mulheres.[14]
- Éfeso: Ândroclo, outro filho de Codro, capturou Éfeso, expulsou os léleges e lídios que ocupavam a cidade alta, mas fez a paz com os que habitavam em volta do santuário, em seguida, ele tomou Samos dos sâmios.[16]
- Mios: Mios foi conquistada dos cários por Ciareto, filho de Codro.[17]
- Priene: Priene foi conquistada por tebanos e jônios, tendo com fundadores o tebano Filotas e Épito, filho de Neleu.[17]
- Colofonte: Colofonte foi conquistada por Damasícton e Prometo, filhos de Codro.[18]
- Lêbedo: Lêbedo foi conquistada por Andremão, filho de Codro.[19]
- Teos: Teos, que tinha uma colônia de mínios de Orcómeno, que vieram com Atamante, um descendente de Atamante, filho de Éolo, recebeu pacificamente os jônios liderados por Apeco, um bisneto de Melanto, e, mais tarde, mais colonos de Atenas e da Beócia, liderados por Dâmaso e Náoclo, filhos de Codro, e por Geres, um beócio.[20]
- Eritras: Eritras tinha uma população mista de cretenses, lícios, cários e panfílios, e foi ocupada por Cléopas, filho de Codro.[21]